# 名間交流道
名間交流道為臺灣國道三號的交流道，位於臺灣南投縣名間鄉，指標原為236k，收費方式改為里程計費後調整為237k，該交流道因鄰近日月潭、玉山國家公園、參山國家風景區、集集等南投縣重要景點，所以導致假日常常塞車，與竹山交流道雷同
。
|                                       | 237 名間 | 南 下               |           | 名間 集集 |
| 參山（八卦山）國家風景區 玉山國家公園 | 237 名間 | 南 下               |           |           |
| 北 上                                 | 237 名間 |                     | 名間 集集 |           |
| 北 上                                 | 237 名間 | 日月潭 玉山國家公園 |           |           |

## 鄰近公路
- 台3線
- 縣道139乙線
- 投25線

## 外部連結
- 國道三號名間交流道示意圖 （页面存档备份，存于）（交通部高速公路局）